# Becín
Becín (llamada oficialmente San Xiao de Becín) es una parroquia y una aldea española del municipio de Guitiriz, en la provincia de Lugo, Galicia.

## Otras denominaciones
La parroquia también es conocida por el nombre de San Xulián de Becín.

## Organización territorial
La parroquia está formada por doce entidades de población:
- Abelendro (O Abelendro)
- Becín
- Candendo (O Candendo)
- Castro (O Castro)
- Chinote
- Graña (A Graña)
- Mende
- Moeiro
- Navallo (O Navallo)
- Raposeiro
- Recimil
- Tarulle

## Demografía

### Parroquia
| Gráfica de evolución demográfica de Becín (parroquia) entre 2000 y 2020 |
|                                                                         |
| Datos según el nomenclátor publicado por el INE.                        |

### Aldea
| Gráfica de evolución demográfica de Becín (aldea) entre 2000 y 2020 |
|                                                                     |
| Datos según el nomenclátor publicado por el INE.                    |